# Mierzawa (rzeka)
Mierzawa – rzeka, prawobrzeżny dopływ Nidy.

## Morfometria
Rzeka, przepływająca przez Wyżynę Miechowską, Garb Wodzisławski, Płaskowyż Jędrzejowski i Dolinę Nidy, ma długość 64,18 km i powierzchnię zlewni 563,6 km². Jej bezpośrednie otoczenie stanowią głównie użytki rolne, a także nieliczne lasy mieszane (zwłaszcza w górnym biegu, a w dolnym jedynie małe lasy sosnowe na piaszczystych wydmach). Wody Mierzawy mają charakter zbliżony do wód krasowych, tworząc typowe dlań środowisko. Jest to niska temperatura o niewielkich wahaniach w ciągu roku (od około 5 °C zimą do około 12 °C latem). Podczas największych upałów temperatura ta osiąga najwyżej 15 °C. Woda jest silnie natleniona i ma dużą zawartość związków wapnia, co sprzyja łososiowatym.

## Przebieg
Źródeł rzeki jest kilka. Są to małe cieki wypływające z łąk rozciągających się na kilkukilometrowej przestrzeni, na południe i wschód od Klimontowa. Od tej wsi rzeka uzyskuje jedno koryto i kieruje się na północny zachód. Za Mstyczowem zatacza obszerny łuk i zmienia bieg na północno-wschodni i wschodni. Do Sędziszowa pozostaje płytka i wąska. Koło Wojciechowic przyjmuje lewy dopływ, Łowiniankę. W pobliżu Krzcięcic przepływa pod mostem linii kolejowej Warszawa – Kraków. Do Słaboszowic płynie malowniczą doliną wśród pól, porośniętą liściastymi drzewami. Koło wsi Mierzawa przerzucono nad nią most drogi ekspresowej S7. Za nim, na krótkim odcinku, jest dwukorytowa, a nad jednym z ramion wznosi się młyn i źródło z bardzo zimną wodą. W tym rejonie przyjmuje prawy dopływ – Mozgawę (w latach 90. XX wieku silnie zanieczyszczaną ściekami z Wodzisławia). Na dalszym odcinku brzegi stają się strome i zadrzewione. Na dnie występuje głównie piasek, a miejscami skały kredowe. Uchodzi do Nidy w okolicach Pawłowic k. Pińczowa (woj. świętokrzyskie).

## Przyroda
W wodach rzeki najliczniej występuje pstrąg potokowy. Oprócz niego bytują tu strzebla, głowacz oraz nielicznie pstrąg tęczowy.